# Vitale Candiano
Vitale Candiano (* um 940; † November 979 in Venedig) war nach der als Tradition bezeichneten, staatlich gesteuerten Historiographie der Republik Venedig ihr 24. Doge. Er regierte wenig mehr als ein Jahr, nämlich von September 978 bis November 979. Dabei bemühte er sich um Ausgleich mit dem Römisch-deutschen Reich, mit dem es nach der im Jahr 976 erfolgten Ermordung des Dogen Pietro IV. Candiano zu Konflikten gekommen war.

## Das Dogenamt
Vitale war der vorletzte der Candiano-Dogen, die seit 887, besonders aber von 942 bis 976 durchgehend dieses Amt ausfüllten. Vitale wurde im September 978 als Kandidat der Opposition gegen die Partei der Orseolo gewählt, die gleichfalls eine Reihe von Dogen stellte. Mit Kaiser Otto II. gelang Vitale, unter Vermittlung seines gleichnamigen Neffen, eine Erneuerung der alten Privilegien und der Abschluss eines, wenn auch fragilen Friedensvertrages. Dies gelang aber offenbar nur, weil besagter Neffe, der zugleich Patriarch von Grado war, in gutem Verhältnis zum Kaiser stand, den er selbst gegen das Venedig der Orseolo, die Pietro IV. Candiano, seinen Vater, gestürzt und ermordet hatten, aufgestachelt hatte. Vitale dankte, schwer erkrankt, nach nur vierzehn Monaten im Amt, im November 979 ab. Er zog sich als Mönch in das Kloster San Ilario bei Fusina zurück, wo sich eine Art Grablege der Candiano befand. Er starb bereits vier Tage nach seinem Eintritt ins Kloster, in dem er begraben wurde. Vitales Tochter Maria Candiano heiratete den von 991 bis 1009 herrschenden Dogen Pietro II. Orseolo.

## Rezeption

### Bis gegen Ende der Republik Venedig

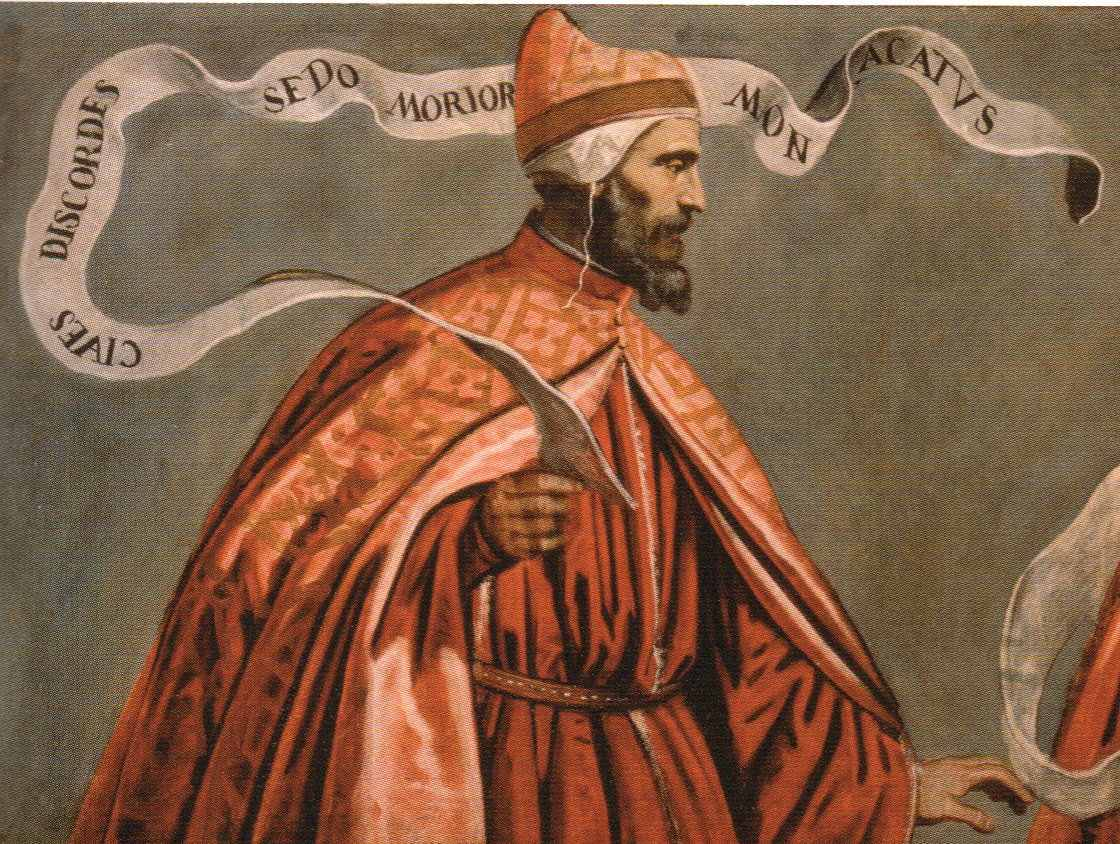
Domenico Tintoretto: Darstellung des Dogen im Dogenpalast, die in einem Spruchband seine Verdienste um die Beilegung der Zwietracht zwischen den „cives“ hervorhebt, ebenso wie seinen Rückzug ins Kloster. Das Bildnis ist eines der 38 Doppel-Dogenporträts im Saal des Großen Rates.

Trotz der Kürze seiner Regierung war diese für das Verhältnis zu den Ottonen von erheblicher Bedeutung. Für das Venedig des 14. Jahrhunderts war die Deutung, die man der kurzen Herrschaft des Candiano gab, dementsprechend von symbolischer Bedeutung im Kontinuum der inneren und äußeren Auseinandersetzungen. Das Augenmerk der Chronik des Dogen Andrea Dandolo repräsentiert dabei in vollendeter Form die Auffassungen der längst fest etablierten politischen Führungsgremien, die vor allem seit diesem Dogen die Geschichtsschreibung steuerten. Sein Werk wurde von späteren Chronisten und Historikern immer wieder als Vorlage benutzt, daher wurde es überaus dominant für die Vorstellungen von der venezianischen Geschichte. Dabei standen bei ihm die Fragen nach der politischen Unabhängigkeit zwischen den Kaiserreichen, des Rechts aus eigener Wurzel, mithin der Herleitung und Legitimation ihres territorialen Anspruches, im Mittelpunkt. Daher war immer wieder die Anerkennung der „alten Verträge“ durch die westlichen Kaiser (und Könige) von Bedeutung. Die Frage der Erbmonarchie, die die Candiano durchzusetzen versuchten, und die durch Vitale trotz der Katastrophe von 976 virulent blieb, war zur Zeit Andrea Dandolos in keiner Weise mehr mit den Interessen der zu dieser Zeit herrschenden Familien, vor allem aber nicht mehr mit dem Stand der Verfassungsentwicklung in Übereinstimmung zu bringen – auch wenn sich einige Familien auf die Protagonisten, die Candiano und Orseolo, zurückführten. Zugleich blieb der Ausgleich zwischen diesen ehrgeizigen und dominierenden Familien eines der wichtigsten Ziele, die Herleitung der herausgehobenen Position der ‚nobili‘ im Staat von großer Bedeutung. Die Etappen der politischen Entwicklungen, die schließlich zur Entmachtung des Dogen, dem man zunehmend Repräsentationsaufgaben zuwies, aber keine eigenständigen Entscheidungen mehr zugestand, war ein weiteres Darstellungsziel. Dessen Verwirklichung war im 14. Jahrhundert vergleichsweise weit vorangeschritten.

Italien und der Adriaraum um 1000

Die älteste volkssprachliche Chronik Venedigs, die Cronica di Venexia detta di Enrico Dandolo aus dem späten 14. Jahrhundert, stellt die Vorgänge ebenso wie Andrea Dandolo auf einer in dieser Zeit längst geläufigen, von Einzelpersonen, vor allem den Dogen beherrschten Ebene dar. Diese bilden sogar das zeitliche Gerüst für die gesamte Chronik. Die Chronik berichtet über „Vidal Candiam, ovvero Sanudo“, er sei vom gesamten Volk, „per tucto el povolo“, gewählt worden. Er habe dem gleichnamigen Patriarchen von Grado mit Zustimmung des Volkes – „cum voluntade del povolo“ – die Heimkehr erlaubt. Dieser hatte es aus Angst vor dem Volk nicht gewagt zurückzukehren. Durch den Dogen und das Volk wurde er nach „Alemangna“ geschickt, um eine Aussöhnung („reconciliare“) mit dem Kaiser zu erreichen. „Et aproximandosi a la morte“, als er sich also dem Tode näherte, zog er die Kleidung eines Mönches an, um vier Tage darauf im „monesterio de Sen Yllario“ zu sterben. Er wurde ehrenvoll begraben – „sepellido honorevolmente“ –, nachdem er ein Jahr als Doge geherrscht hatte („habiando ducado anno uno“). Für den Verfasser gingen die Sanudo auf die Candiano zurück.
Pietro Marcello ordnete 1502 in seinem später ins Volgare unter dem Titel Vite de'prencipi di Vinegia übersetzten Werk den Dogen Pietro Orseolo als „huomo molto da bene, & giusto“ ein. Um dem Volk die Freiheit zurückzugeben, so Marcello, habe man 976 Pietro IV. Candiano überfallen und ermordet. Trotz der Erfolge des neuen Dogen „alcuni pochi tristi ministri, & autori di quel Candiano, turbarono grandemente il pacefico stato di quel reggimento“ – einige traurige Diener also, dazu Parteigänger jenes Candiano, brachten den Frieden des Staates erheblich in Gefahr. Verkleidet verließ der Orseolo, ohne jemandem etwas zu sagen, Venedig und ging „in Guascogna“ in ein Kloster. Nun kam es wieder zur Wahl eines Candiano, nämlich von „Vitale Candiano, doge XXIII.“ im Jahr „DCCCCLXXVIII“. Durch ihn kam es zu einer Gesandtschaft unter Führung des gleichnamigen Patriarchen zu Kaiser Otto II., der wegen des Todes des Pietro Candiano „voleva male à i Venetiani“ – er wollte den Venezianern Übles wegen des besagten Mordes. Doch gelang es, zu erwirken, dass er „ritornò nell'amore ch'egli havea prima co' Venetiani“, dass er also wieder ‚wie zuvor zur Liebe zu den Venezianern zurückkehrte‘. Dies wurde „in gratia del Patriarca Vitale“, dem Sohn des toten Dogen, erreicht. Doch dann, nach kaum einem Jahr erkrankte der Doge, der, um der Republik keinen Schaden zuzufügen, zum Mönch wurde und sich in das besagte Kloster zurückzog.
Nach der Chronik des Gian Giacomo Caroldo, die er 1532 abschloss, wurde bei der Belagerung des Dogenpalasts im Jahr 976 auf Anraten des „Pietro Orsiolo“, der am „rio di palazzo“ sein Haus hatte, mittels Pech und anderer Materialien Feuer gelegt. Im Verlauf dieses Aufstandes wurden der Doge, also Vitales Bruder, nebst Vitales Neffe, sowie seine Soldaten niedergemacht. Besagter „Orsiolo“ wurde einen Tag später zum Dogen in einer stark durch Feuer zerstörten Stadt gewählt. Nach dieser Chronik reiste der Patriarch Vitale Candiano, der sich wegen des grausamen Todes seines Vaters grämte, nach Sachsen zu Kaiser Otto II., den dieser Tod gleichfalls schmerzte. Auch wenn ständig Anschläge auf den Orseolo geplant wurden, wie ihm zu Ohren kam, so blieb er zunächst im Amt, verließ aber dann heimlich („occultamente“) Venedig, „senza dir parola ad alcuno delli suoi“, ohne den Seinen auch nur ein Wort zu sagen. Seine letzten Jahre verbrachte er in einem katalanischen Kloster. Nun wurde Vital Candiano, hier fälschlicherweise „figliuolo di Pietro 3°“ zum Dogen akklamiert, der ja ein Sohn Pietros IV. Candiano war. Daraufhin kehrte der Patriarch gleichen Namens aus Verona „con molta allegrezza“ zurück, um bald vom Dogen zu „Otho Imperatore“ gesandt zu werden. Dieser war wegen des Todes des Pietro Candiano voller Hass gegen die Venezianer („havea in grande odio Venetiani“). Der Patriarch kehrte zurück, denn er „ottenne la pace et confederatione fra l’Imperatore et Venetiani“, es kam also zu Friedensschluss und einer nicht näher bestimmbaren „confederatione“ mit Kaiser Otto II.
In der 1574 erschienenen Chronica das ist Warhaffte eigentliche vnd kurtze Beschreibung, aller Hertzogen zu Venedig Leben des Frankfurter Juristen Heinrich Kellner, die auf Pietro Marcello aufbauend die venezianische Chronistik im deutschen Sprachraum bekannt machte, ist „Vital Candian der drey und zwantzigste Hertzog“. Er amtierte ab 978. Der neue Doge holte Vitale, den Patriarchen von Aquileia, aus der Verbannung zurück. Dieser wiederum ging als Gesandter an den Hof Ottos II., „welcher Peter Candians' Todt halber den Venetianern gar ungnedig war.“ Durch Vitale wurde „Ottonis zorn gelindert“ und er versöhnte („versühnet“) sich mit den Venezianern. Entscheidend war dabei, dass der Gesandte ein Sohn des „erschlagenen“ Dogen war. Der Friede zwischen Venedig und dem Reich wurde jedenfalls erneuert. Doch „kaum ein jar hernach fiel Vitalis in ein grosse Schwachheit“. Um Schaden von der „Gemein“ abzuwenden, trat der Doge zurück, wurde Mönch und trat ins Kloster S. Hilario ein, wo er schließlich auch beigesetzt wurde.

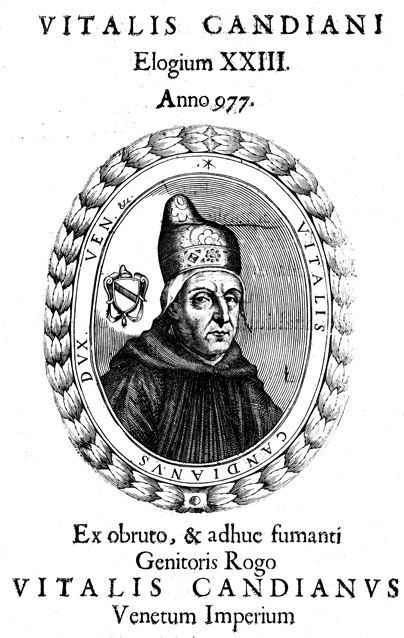
Leone Matina: Phantasieporträt des Dogen in der wohl ersten gedruckten Porträtserie aller bis dahin anerkannten Dogen, dem Ducalis regiae lararium von 1659

In der Übersetzung von Alessandro Maria Vianolis Historia Veneta, die 1686 in Nürnberg unter dem Titel Der Venetianischen Hertzogen Leben / Regierung, und Absterben / Von dem Ersten Paulutio Anafesto an / biss auf den itzt-regierenden Marcum Antonium Justiniani erschien, wird der Doge, abweichend von Pietro Marcello, „Vitalis Candianus, Der 24. Hertzog“ genannt. 976 habe man Pietro Orseolo gewählt, „eine Person von viel und herzlichen Tugenden“. Lakonisch fügt Vianoli an, der Doge habe „das Geistliche Leben angetreten / und sich nacher Gasconien (einer Provintz in Frankreich) in ein Kloster begeben“ (S. 148). 978 wurde Vitale Candiano, „der des unglückseligen Fürsten Petri Bruder war“. So „ungleich er ihm an Gemüth/Sitten und Geberden gewesen / also glücklich/ und mit jedermanns höchster Vergnügung hatte er auch darauf die Gemeine beherrschet“. Er habe die wenige Zeit, die ihm blieb, „so wol zur innerlichen / als auch äusserlichen Ruhe und Friedensbestättigung/ angewendet“. Der Autor führt, nachdem er kurz einschiebt, dass sich der Doge am Ende in das Kloster „S. Hilarii“ zurückgezogen habe, aus (dabei glaubt er fälschlicherweise, er sei sein Enkel gewesen, nicht sein Neffe), „daß sein Enckel, der Patriarch zu Grado, welcher zuvor dem rechtmässigen Grimm der Gemeine wider seinen Vatter entflohen gewesen/wiederum nacher Hause beruffen / und nachgehends als ein Abgesandter / neben Petro Morosini, Fantin Gradenigo , und Stephano Caloprino , an dem Kayser Ottonem II. geschicket worden“, bei dem er sich in „seinem Exilio [...] sehr beliebt gemacht“. Obwohl Otto „wegen etlicher Anforderungen / so man ihme nicht willfahret / allbereits den Staat zu bekriegen entschlossen“ war, gelang eine „Versöhnung“. Auch legte der Doge selbst den Grund für den Bau der Kirche San Giorgio Maggiore, „oder des Grössern H. Georgen Kirche ist genennet worden.“ Am Ende begründet der Verfasser die Wahl des Dogen damit, dass „er die begangenen Fehler und Mißhandlungen seines geschundenen Bruders verbessern und corrigiren sollte“.
1687 bemerkte Jacob von Sandrart in seinem Opus Kurtze und vermehrte Beschreibung Von Dem Ursprung / Aufnehmen / Gebiete / und Regierung der Weltberühmten Republick Venedig nur äußerst knapp, dass „Im Jahr 978. ward (XXIII.) erwehlet Vitalis Candianus, der dritte Sohn des umbgebrachten Petri, welcher aber wegen blöder Gesundheit selbst abdanckte / und bald darauf im 2. Jahr verstarb.“

### Historisch-kritische Darstellungen
Johann Friedrich LeBret publizierte ab 1769 seine vierbändige Staatsgeschichte der Republik Venedig, in der er seine Leserschaft mit seinen ausschmückenden Rückprojektionen unterhielt, die vielfach die lakonischen und schwer zu deutenden Quellen „ergänzten“, der sich aber auch ausführlich mit der venezianischen Verfassung beschäftigte. Nach seiner Auffassung sahen Waldrada, die Witwe des 976 ermordeten Dogen, und der Patriarch Vitale in dem Dogen aus der Orseolo-Familie „die Haupttriebfeder“ der Katastrophe von 976. Vitale floh aus Furcht vor einer Ausweitung des Mordens an den Candiano nach Sachsen und hat dort „um Rache des an seinem Vater begangenen Mordes gebethen“ (S. 222). Doch Otto wurde durch andere Geschäfte abgelenkt, so dass „die anfangs gefaßte Furcht der Venetianer in etwas gemindert worden.“ Der Doge unternahm ihm zufolge nichts gegen die Candiani und ihren Anhang, obwohl sie gegen ihn intrigierten, weil er Otto II. fürchtete, den Vitale gegen Venedig eingenommen hatte. Nach Auffassung LeBrets floh der Orseolo schließlich doch vor den immer noch einflussreichen Candiani in ein Kloster nach Katalonien. Wieder wurde ein Candiano gewählt, was der Verfasser folgendermaßen begründet: „Das candianische Haus war zwar von dem Volke aufs äußerste beleidiget worden, und der Neffe des erwählten Dogen hatte den Kaiser Otto den zweyten sehr wider die Venetianer eingenommen. Aber eben dieses bewog das Volk, dieses Haus wieder auf seine Seite zu bringen, damit der Staat von auswärtigen Feinden nichts zu befürchten hätte. An der Gnade des Kaisers lag ihnen ungemein viel.“ „Es war daher die Freundschaft, die dieser Doge mit dem Kaiser Otto dem zweyten wieder herstellte, das einige, was seine Regierung merkwürdig machte.“ Das Motiv zur Wahl des Candiano war also, so der Verfasser, die Sorge vor der Rache des Kaisers. Den Patriarchen schickte der Candiano-Doge „nach Deutschland, um dem Kaiser seine Erwählung bekannt zu machen, und ihn zu bitten, den Venetianern, welche das candianische Haus wieder hervor zogen, seine Gewogenheit angedeihen zu lassen.“ Doch schränkt der Verfasser mit Blick auf Otto ein: „Jedoch muß sich sein Groll nicht gänzlich geleget haben: oder vielmehr nahm er noch unter der folgenden Regierung den Mord des Peter Candianus zum Vorwande, seine feindseligen Gesinnungen zu äußern, und die kaiserliche Hoheit auch wider Venedig zu behaupten.“ Nach LeBret hoffte der von einer „gefährlichen Krankheit“ befallene Doge, seine Gesundheit durch ein Gelübde wiederzuerlangen, doch starb er bereits nach vier Tagen.

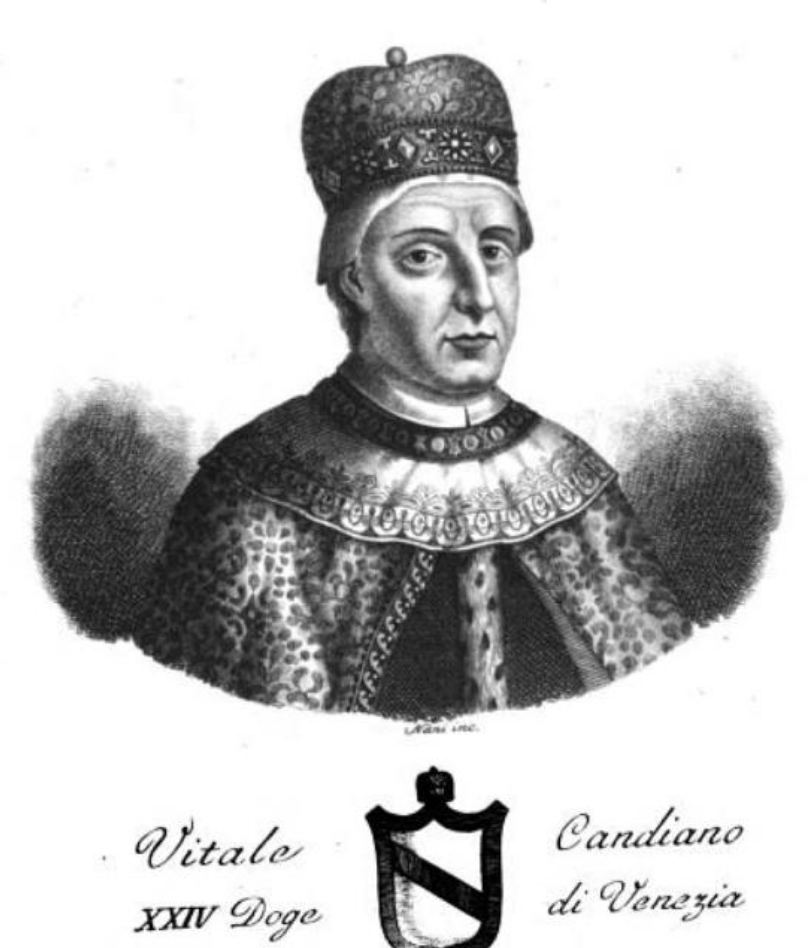
Phantasiedarstellung des Dogen aus der Zeit vor 1834, Antonio Nani: Serie dei Dogi di Venezia intagliati in rame da Antonio Nani. Giuntevi alcuni notizie biografiche estese da diversi, Bd. 1, Merlo, Venedig 1840, o. S. (Google Books)

Der sehr detailreich darstellende und in den historischen Zusammenhang stärker einbettende Samuele Romanin, der diese Epoche 1853 im ersten der zehn Bände seiner Storia documentata di Venezia darstellte, umriss in knappen Worten die dramatischen Szenen des Jahres 976, in denen Pietro IV. Candiano ermordet wurde. Waldradas Bitten um Wiedergutmachung schloss sich der Gradenser Patriarch Vitale an, der gleichfalls an den Kaiserhof geflohen war (S. 251). Otto II. schickte entsprechende Forderungen an Venedigs neuen Dogen, denn dieser sei die treibende Kraft hinter der Katastrophe von 976 gewesen. Nachdem der Orseolo geflohen war, konnten die gegen ihn verschworenen („congiurati“) Candiani ihren Kandidaten durchsetzen. Die Verhandlungen mit Kaiser Otto II. erweisen im Ergebnis, dass Otto reserviert blieb, wie Romanin konstatiert. Nur aufgrund des Einflusses seiner Mutter Adelheid und seiner Ehefrau Theophanu, aber auch durch die Bitten der Gesandten („preghiere di quella povera gente“), so schreibt der Kaiser, habe er sich herbeigelassen, Frieden zu schließen und Verträge aufzusetzen. Geschwächt zog sich der Doge in die Ruhe des besagten Klosters zurück, wo er vier Tage später starb, und wo er auch beigesetzt wurde.
August Friedrich Gfrörer († 1861) nimmt in seiner, erst elf Jahre nach seinem Tod erschienenen Geschichte Venedigs von seiner Gründung bis zum Jahre 1084 an, dass die Überlieferung „lückenhaft“ sei, „und zwar meines Erachtens darum, weil die Chronisten aus Staatsrücksichten Vieles verschwiegen haben.“ Gfrörer konstatiert zum Orseolo-Dogen: „Sowohl Dandolo als Chronist Johann geben sich sichtliche Mühe, ihn als ein Muster von Frömmigkeit hinzustellen“ (S. 317). Nach der Darstellung des Petrus Damianus hingegen opferte der Orseolo sein Haus zwecks Brandstiftung nur unter der Bedingung, dass er später zum Dogen gemacht würde. Gfrörer konstatiert, dass er die Hilfe des Klerus brauchte, denn ihm standen Otto II., an dessen Hof der Patriarch, und Adelheid, an deren Hof sich Waldrada geflüchtet hatte, als mächtige Feinde gegenüber. Als Strippenzieher im Hintergrund identifiziert Gfrörer den Kaiser. So blieb dem Orseolo nur die Flucht, „weil er sonst unfehlbar durch Gift oder Dolch gefallen wäre“. Gfrörer mutmaßt, dass die Mönche den in Lebensgefahr befindlichen Dogen und Förderer der Kirche im Auftrag Roms, von wo sie ja – angeblich als Pilger – kamen, wie sowohl Johann als auch Dandolo berichten, in Sicherheit bringen wollten. Gleichzeitig wollten sie die Einverleibung Venetiens ins Reich verhindern, das ihrer Vorstellung der kirchlichen Dominanz im Wege gestanden habe. Vitale Candiano hingegen war ein Bruder des ermordeten Pietro IV. Auch Gfrörer schildert den Verhandlungserfolg des Patriarchen an Ottos Hof, wenn auch knapp. Ähnlich wie die Merowinger, so Gfrörer, so erging es den Candiani: „Denn der Besitz unumschränkter Gewalt verleitet leicht zu einem Uebermaß von Genüssen, und dieses hinwiederum hat Entkräftung der Geschlechter zur Folge.“ Für ihn waren das „Siechthum“, „verbunden mit seiner versöhnlichen Gesinnung“ ein Hauptgrund, warum er überhaupt gewählt worden war. Für die Orseoli, die in den sauren Apfel beißen mussten, war nach Gfrörer Vitale Candiano das kleinere Übel.
Pietro Pinton, der Gfrörers Werk im Archivio Veneto in den Jahresbänden XII bis XVI übersetzte und annotierte, korrigierte normalerweise zahlreiche seiner Annahmen, insbesondere wenn es um solche ging, zu denen der Beleg aus den Quellen fehlte. Seine eigene kritische Auseinandersetzung mit Gfrörers Werk erschien erst 1883, gleichfalls im Archivio Veneto. Im Gegensatz zu Gfrörer erkennt Pinton im Ausgleich mit Waldrada den konzilianten Charakter des Dogen – und dies, wie Pinton anfügt, gegenüber einer Frau, die sicherlich Anteil an der Tyrannei des ermordeten Dogen gehabt habe (S. 337 f.). Heimlichkeit und Eile der Flucht deuten auch für Pinton auf größte Gefahr hin, und auch wenn das Volk getrauert haben mag, so suchte man doch nicht lange nach dem Geflohenen, sondern wählte noch im selben Monat einen Candiano. Den Deutungen Gfrörers widerspricht Pinton ausnahmsweise hier nicht, sondern lobt im Gegenteil, dass er die Interessen der Protagonisten in ein schönes Licht setze.
1861 hatte Francesco Zanotto, der in seinem Il Palazzo ducale di Venezia der Volksversammlung erheblich mehr Einfluss einräumte, berichtet, dass einige behaupteten, auch wenn „Pietro I Orseolo“ sehr geliebt worden sei, dass die Candiani ihm nach dem Leben getrachtet hätten. Diese brachten den bescheidenen, freundlichen und ruhigen Vitale auf den Dogensitz. „Sua prima cura fu“, ‚seine erste Sorge war es‘, seinen Neffen Vitale wieder auf den Gradenser Patriarchenstuhl zurückzurufen. Dieser hielt sich am kaiserlichen Hof in Verona auf, wo er den Hass des Kaisers auf die Venezianer bis dahin angestachelt hatte. Nun aber sollte er nach Deutschland reisen, um ihn mit der Republik zu versöhnen. Der Kaiser erhielt reiche Geschenke und erkannte die früheren Verträge an. Doch nach 14 Monaten trat der Doge wegen seines Glaubens, aber noch viel mehr wegen seiner „gravissima infermità“, zurück, ging ins Kloster, um dort vier Tage später zu sterben.
Auch Emmanuele Antonio Cicogna nennt im ersten, 1867 erschienenen Band seiner Storia dei Dogi di Venezia zunächst „Vitale Candiano, doge XXIV“. Dieser wurde als Sohn des dritten und Bruder des vierten Candiano, der 976 ermordet worden war, zum neuen Dogen gewählt. Mit ihm gelangten die Candiano wieder an die Macht. Doch wendete der neue Doge, der bereits recht betagt war, aber bescheiden und angenehm im Umgang, für die Kommune alles zum Guten. Er holte seinen gleichnamigen Neffen aus Verona und schickte ihn zu Kaiser Otto II., der die Venezianer seit der Ermordung des vierten Candiano hasste. Dieser hielt sich in „Queidlimburg“ in Sachsen auf. Er empfing den Patriarchen und die Gesandten freundlich, „non che i ricchi doni da' Veneziani con tal mezzo presentatigli“. Er bestätigte die alten Privilegien und Verträge. Weil er den Patriarchen schätzte und mit ihm freundschaftlich verbunden war, und weil er in „Lamagna“ noch vieles zu erledigen hatte, ließ er sich beruhigen. Die enge Beziehung zu den Candiano bestand wohl schon seit 963, so Cicogna. Dabei drängten die Ottonen auf eine größere Unabhängigkeit Venedigs vom östlichen Kaiserreich. Schon dem Tode nahe, zog sich der Doge nach nur 14 Monaten aus dem Amt zurück und wurde Mönch im „cenobio de'Santi Benedetto ed Ilario“. Nach Cicogna glaubten die Zeitgenossen, dass der Tod im Mönchshabit von den begangenen Sünden reinige.
Heinrich Kretschmayr nimmt an, mit der Wahl Vitales, indem man „noch einmal zum Hause der Candiano zurückgriff“, habe man geglaubt, „den gefährlichen Unwillen des Kaisers wohl beschwichtigen zu können“. Möglicherweise hatte sich Bischof Giselbert von Merseburg, der sich zu dieser Zeit in Italien aufhielt, eingemischt, denn Patriarch Vitalis von Grado, der bis dahin gegen den venezianischen Dogen intrigiert hatte, den er für den Mord am Dogen im Jahr 976 verantwortlich machte, nahm eine andere Haltung ein. Nach der Wahl des neuen Dogen eilte er nach Venedig, um als Gesandter wiederum zu Verhandlungen ins römisch-deutsche Reich zu gehen. Der Doge erkannte die Rückforderung von eingezogenem Besitz der Candiano im Gebiet von Fogolana bei Chioggia an. Jedoch starb im November 979 der alte Doge im Kloster S. Ilario, wohin er sich vier Tage zuvor als Mönch zurückgezogen hatte, noch bevor die Verhandlungen darüber abgeschlossen waren. „Sein Nachfolger wurde eben jener Tribunus Menius [...] der, vielleicht mit den Candianen verschwägert, nach Pietros IV. Tode sich in den Besitz der Allodien desselben gesetzt hatte.“
John Julius Norwich sieht in seiner 1977 bis 2011 mehrfach aufgelegten History of Venice in der Regierung von Orseolos Nachfolger, „the weak and probably invalid Vitale Candiano“ nur ein „interregnum“. Vitale trat nach nur vierzehn Monaten ab und ging in ein Kloster, „leaving the throne to yet another member of his family.“